# Weihe (Religion)

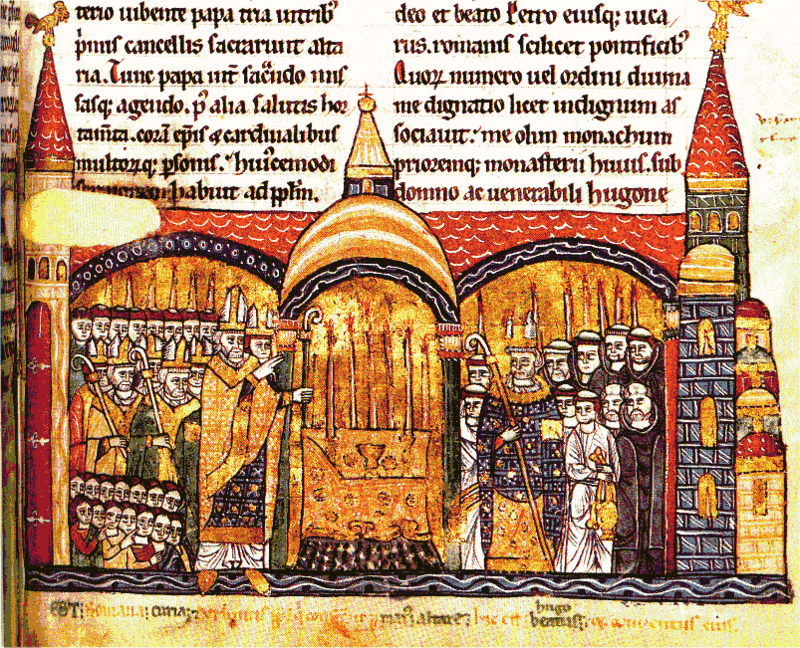
Weihe von Cluny durch Papst Urban II.

Eine Weihe (von urgermanisch weiha-, „heilig, geweiht, numinos“) ist eine religiöse Zeremonie, die sich auf Menschen oder Dinge beziehen kann.

## Begriffsgeschichte, Theologie und Kirchenrecht
Geweiht wurden in den alten Religionen und Naturkulten Menschen mit einer besonderen religiösen Berufung – (Schamanen, Priester, Propheten, Könige). Die katholischen Kirchen, die orthodoxen und die anglikanischen Kirchen kennen das Sakrament der Weihe (Bischofs-, Priester- und Diakonenweihe), die Christengemeinschaft das Sakrament der Priesterweihe. 
Die lateinische Sprache unterscheidet zwischen Ordinatio (Weihesakrament), Consecratio (Konsekration), Benedictio (Segnung) und Dedicatio (Widmung). Die Wiedergabe dieser Begriffe im Deutschen durch Weihe oder Segnung ist in kirchlichen Texten und im Sprachgebrauch zum Teil uneinheitlich und fließend.
Gemeinsam ist den Begriffen, dass durch zeichenhafte Handlungen und meist das Sprechen eines Weihegebets eine Gnade vermittelt werden soll. Weihe bedeutet, dass der oder das Geweihte künftig und auf Dauer nicht mehr für den normalen, profanen „Gebrauch“ bestimmt ist, sondern für einen anderen, religiösen und symbolisch-zeichenhaften. Jemand oder etwas wird dem weltlichen „Gebrauch“ entzogen und in den alleinigen Dienst Gottes gestellt. Aber auch alltägliche Segnungen wie etwa das Besprengen mit Weihwasser (vgl. Asperges) sollen bewirken, dass das Leben dieses Menschen bzw. der normale, profane Gebrauch des Gegenstands unter dem Segen Gottes steht.
Die Ordination ist in den obengenannten Kirchen die Weihe und dauerhafte Beauftragung zum Dienst als Bischof, Priester oder Diakon und nach Lehre der genannten Kirchen, ein Sakrament. Die Jungfrauenweihe, die eine Konsekration darstellt, und die Benediktion eines Abtes bzw. einer Äbtissin sind Sakramentalien.
Orte oder Dinge können gesegnet werden, etwa bei der Weihe von Kirchen, Altären, Fahnen-, Glocken- und Kerzenweihe, Haussegnung, Segnung von Mahlzeiten und der Tiersegnung. Auch bestimmte Zeiten (das Triduum Sacrum, die Heilige Woche oder die „Weihnacht“) und bestimmte Orte (Kirchen, Wallfahrtsorte) werden als „geweiht“ bezeichnet. Das 1983 erneuerte römisch-katholische Kirchenrecht benutzt für „weihen“ das lateinische dedicare (wörtlich: ‚übergeben, widmen‘), während der vorher (seit 1917) geltende Codex Iuris Canonici von consecrare (wörtlich: ‚heiligen, heilig machen‘) sprach. Das Kirchenrecht von 1983 verwendet consecrare nur noch in Bezug auf Menschen (Priesterweihe, Ordensgelübde).
In der protestantischen Theologie ist strittig, ob die liturgische Indienstnahme von Kirchenräumen und ihrem Inventar als Weihe bezeichnet werden sollte. Martin Schian lehnte 1922 mit deutlich antikatholischer Akzentuierung Weiheformeln bei der Einweihung einer evangelischen Kirche ab. Der Katholizismus setze voraus, dass die Kirche und ihr Inventar von dämonischen Kräften gereinigt werden müsse, um zum Gottesdienst geeignet zu sein. Dagegen wird die mit 1 Tim 4,4–5  biblisch begründete reformatorische Position geltend gemacht, alles von Gott Geschaffene sei gut und damit ohne exorzistische Handlungen für den Gottesdienst geeignet. Das Begleitwort der VELKD-Agende IV von 1952 bezeichnete den Begriff „Weihe“ als unproblematisch, da er im außerkirchlichen Gebrauch seine sakralen Konnotationen verloren habe (Beispiel: Fahnenweihe). Die Neufassung von 1987 bietet alternative Formulierungen zur Widmung von Kirchen, Altären, Kanzeln, Orgeln und Glocken (dem Dienst Gottes geweiht / in den Dienst Gottes gestellt). „Neue Tauf- und Abendmahlsgeräte werden durch ihren ersten Gebrauch geweiht.“
Der Begriff Einweihung bezeichnet insbesondere die feierliche Form einer Übergabe von Bauwerken an die Öffentlichkeit.